# Riverside Museum
Riverside Museum (tidligere kendt som Glasgow Museum of Transport) er et transportmuseum i Glasgow, Skotland, der åbnede i juni 2011. Det er tegnet af Zaha Hadid Architects, og ligger på Pointhouse Quay i Glasgow Harbour.
Det rummer genstande og udstillinger af national og international vigtighed. Govan-Partick Bridge vil give fodgængere adgang til museet over floden Clyde til Govan.
Med over 1,3 mio. besøgende om året er det et af de mest besøgte museer i Storbritannien.
Museet modtog prisen som Årets museum i Europa i 2013.